# Copa Verde de Futebol de 2018
A Copa Verde de 2018 foi a quinta edição da competição de futebol realizada entre clubes brasileiros dos estados da região Norte e da região Centro-Oeste, além do estado do Espírito Santo. A competição contou com 18 times participantes, escolhidos a partir de seu desempenho em competições estaduais e pela posição no Ranking da CBF.
Na final entre Paysandu e Atlético Itapemirim, a equipe paraense faturou seu segundo título na história da competição, após derrotar o rival por 2–0, em Cariacica, e empatar por 1–1 no jogo da volta, em Belém. Com o título, o Paysandu ganhou uma vaga diretamente às oitavas de final da Copa do Brasil de 2019. Já o Atlético Itapemirim fez história ao se tornar o primeiro clube capixaba a disputar uma final de um campeonato a nível nacional.

## Formato e regulamento
Inicialmente é jogada com uma fase preliminar envolvendo quatro equipes e, posteriormente, 16 clubes se enfrentando em um sistema de mata-mata, com jogos de ida e volta, a partir das oitavas de final. O vencedor ingressará diretamente às oitavas de final da Copa do Brasil de 2019.

## Participantes

### Estaduais e seletivas
| UF                 | Clube               | Cidade         | Forma de Classificação              | Estádio (mando)    | Capacidade | Títulos        |
| ------------------ | ------------------- | -------------- | ----------------------------------- | ------------------ | ---------- | -------------- |
| Acre               | Atlético Acreano    | Rio Branco     | Campeão do Estadual 2017            | Arena da Floresta  | 20 000     | 0 (não possui) |
| Amapá              | Santos-AP           | Macapá         | Campeão do Estadual 2017            | Zerão              | 13 680     | 0 (não possui) |
| Amazonas           | Manaus              | Manaus         | Campeão do Estadual 2017            | Arena da Amazônia  | 44 000     | 0 (não possui) |
| Distrito Federal   | Brasiliense         | Taguatinga     | Campeão do Metropolitano 2017       | Mané Garrincha     | 72 788     | 0 (não possui) |
| Distrito Federal   | Ceilândia           | Ceilândia      | Vice-campeão do Metropolitano 2017  | Abadião            | 3 000      | 0 (não possui) |
| Espírito Santo     | Atlético Itapemirim | Itapemirim     | Campeão da Copa Espírito Santo 2017 | José Olívio Soares | 2 000      | 0 (não possui) |
| Mato Grosso        | Cuiabá              | Cuiabá         | Campeão do Estadual 2017            | Arena Pantanal     | 44 000     | 1 (2015)       |
| Mato Grosso do Sul | Corumbaense         | Corumbá        | Campeão do Estadual 2017            | Arthur Marinho     | 5 000      | 0 (não possui) |
| Mato Grosso do Sul | Operário-MS         | Campo Grande   | 3º colocado do Estadual 2017        | Morenão            | 29 670     | 0 (não possui) |
| Pará               | Paysandu            | Belém          | Campeão do Estadual 2017            | Curuzu             | 16 200     | 1 (2016)       |
| Rondônia           | Real Ariquemes      | Ariquemes      | Campeão do Estadual 2017            | Valerião           | 2 500      | 0 (não possui) |
| Roraima            | São Raimundo-RR     | Boa Vista      | Campeão do Estadual 2017            | Ribeirão           | 1 500      | 0 (não possui) |
| Tocantins          | Interporto          | Porto Nacional | Campeão do Estadual 2017            | General Sampaio    | 2 000      | 0 (não possui) |
| Tocantins          | Sparta              | Araguaína      | Vice-campeão do Estadual 2017       | Mirandão           | 9 000      | 0 (não possui) |

### Ranking da CBF
| UF          | Clube                | Cidade             | Forma de Classificação         | Estádio (mando)   | Capacidade | Títulos        |
| ----------- | -------------------- | ------------------ | ------------------------------ | ----------------- | ---------- | -------------- |
| Acre        | Rio Branco-AC        | Rio Branco         | 67º colocado no Ranking da CBF | Arena da Floresta | 20 000     | 0 (não possui) |
| Amazonas    | Princesa do Solimões | Manacapuru         | 78º colocado no Ranking da CBF | Gilbertão         | 5 000      | 0 (não possui) |
| Mato Grosso | Luverdense           | Lucas do Rio Verde | 35º colocado no Ranking da CBF | Passo das Emas    | 10 000     | 1 (2017)       |
| Pará        | Remo                 | Belém              | 57º colocado no Ranking da CBF | Mangueirão        | 45 007     | 0 (não possui) |

## Confrontos
A tabela dos confrontos foi divulgada pela CBF em 25 de novembro.
Em itálico, os clubes que possuem o mando de campo no primeiro jogo do confronto e em negrito os clubes classificados.

### Fase preliminar
| Equipe 1    | Total | Equipe 2             | 1.º jogo | 2.º jogo |
| ----------- | ----- | -------------------- | -------- | -------- |
| Interporto  | 5–2   | Princesa do Solimões | 3–2      | 2–0      |
| Corumbaense | 3–2   | Ceilândia            | 3–1      | 0–1      |

### Tabela até a final
|  | Oitavas de final                | Oitavas de final                | Oitavas de final                | Oitavas de final                |       |              | Quartas de final | Quartas de final | Quartas de final | Quartas de final |  |            | Semifinais                | Semifinais                | Semifinais                | Semifinais                |                     |   | Final                    | Final                    | Final                    | Final                    |
|  | 31 de janeiro a 21 de fevereiro | 31 de janeiro a 21 de fevereiro | 31 de janeiro a 21 de fevereiro | 31 de janeiro a 21 de fevereiro |       |              | 7 a 18 de março  | 7 a 18 de março  | 7 a 18 de março  | 7 a 18 de março  |  |            | 27 de março a 12 de abril | 27 de março a 12 de abril | 27 de março a 12 de abril | 27 de março a 12 de abril |                     |   | 25 de abril e 16 de maio | 25 de abril e 16 de maio | 25 de abril e 16 de maio | 25 de abril e 16 de maio |
|  |                                 |                                 |                                 |                                 |       |              |                  |                  |                  |                  |  |            |                           |                           |                           |                           |                     |   |                          |                          |                          |                          |
|  | Sparta (pen)                    | 1                               | 1                               | 2 (4)                           |       |              |                  |                  |                  |                  |  |            |                           |                           |                           |                           |                     |   |                          |                          |                          |                          |
|  | Real Ariquemes                  | 1                               | 1                               | 2 (2)                           |       |              |                  |                  |                  |                  |  |            |                           |                           |                           |                           |                     |   |                          |                          |                          |                          |
|  | Real Ariquemes                  | 1                               | 1                               | 2 (2)                           |       | Sparta       | 1                | 0                | 1                |                  |  |            |                           |                           |                           |                           |                     |   |                          |                          |                          |                          |
|  |                                 |                                 |                                 |                                 |       | Sparta       | 1                | 0                | 1                |                  |  |            |                           |                           |                           |                           |                     |   |                          |                          |                          |                          |
|  |                                 | Luverdense                      | 0                               | 7                               | 7     |              |                  |                  |                  |                  |  |            |                           |                           |                           |                           |                     |   |                          |                          |                          |                          |
|  | Corumbaense                     | Luverdense                      | 0                               | 7                               | 7     | 0            | 2                | 2                |                  |                  |  |            |                           |                           |                           |                           |                     |   |                          |                          |                          |                          |
|  | Corumbaense                     |                                 |                                 |                                 |       | 0            | 2                | 2                |                  |                  |  |            |                           |                           |                           |                           |                     |   |                          |                          |                          |                          |
|  | Luverdense                      | 2                               | 3                               | 5                               |       |              |                  |                  |                  |                  |  |            |                           |                           |                           |                           |                     |   |                          |                          |                          |                          |
|  | Luverdense                      | 2                               | 3                               | 5                               |       |              |                  |                  |                  |                  |  | Luverdense | 0                         | 1                         | 1                         |                           |                     |   |                          |                          |                          |                          |
|  |                                 |                                 |                                 |                                 |       |              |                  |                  |                  |                  |  | Luverdense | 0                         | 1                         | 1                         |                           |                     |   |                          |                          |                          |                          |
|  |                                 | Atlético Itapemirim             | 1                               | 1                               | 2     |              |                  |                  |                  |                  |  |            |                           |                           |                           |                           |                     |   |                          |                          |                          |                          |
|  | Operário-MS                     | Atlético Itapemirim             | 1                               | 1                               | 2     | 1            | 0                | 1                |                  |                  |  |            |                           |                           |                           |                           |                     |   |                          |                          |                          |                          |
|  | Operário-MS                     |                                 |                                 |                                 |       | 1            | 0                | 1                |                  |                  |  |            |                           |                           |                           |                           |                     |   |                          |                          |                          |                          |
|  | Cuiabá                          | 0                               | 3                               | 3                               |       |              |                  |                  |                  |                  |  |            |                           |                           |                           |                           |                     |   |                          |                          |                          |                          |
|  | Cuiabá                          | 0                               | 3                               | 3                               |       | Cuiabá       | 2                | 1                | 3                |                  |  |            |                           |                           |                           |                           |                     |   |                          |                          |                          |                          |
|  |                                 |                                 |                                 |                                 |       | Cuiabá       | 2                | 1                | 3                |                  |  |            |                           |                           |                           |                           |                     |   |                          |                          |                          |                          |
|  |                                 | Atlético Itapemirim             | 3                               | 3                               | 6     |              |                  |                  |                  |                  |  |            |                           |                           |                           |                           |                     |   |                          |                          |                          |                          |
|  | Atlético Itapemirim             | Atlético Itapemirim             | 3                               | 3                               | 6     | 2            | 3                | 5                |                  |                  |  |            |                           |                           |                           |                           |                     |   |                          |                          |                          |                          |
|  | Atlético Itapemirim             |                                 |                                 |                                 |       | 2            | 3                | 5                |                  |                  |  |            |                           |                           |                           |                           |                     |   |                          |                          |                          |                          |
|  | Brasiliense                     | 1                               | 2                               | 3                               |       |              |                  |                  |                  |                  |  |            |                           |                           |                           |                           |                     |   |                          |                          |                          |                          |
|  | Brasiliense                     | 1                               | 2                               | 3                               |       |              |                  |                  |                  |                  |  |            |                           |                           |                           |                           | Atlético Itapemirim | 0 | 1                        | 1                        |                          |                          |
|  |                                 |                                 |                                 |                                 |       |              |                  |                  |                  |                  |  |            |                           |                           |                           |                           |                     | 0 | 1                        | 1                        |                          |                          |
|  |                                 | Paysandu                        | 2                               | 1                               | 3     |              |                  |                  |                  |                  |  |            |                           |                           |                           |                           |                     |   |                          |                          |                          |                          |
|  | Atlético Acreano                | Paysandu                        | 2                               | 1                               | 3     | 3            | 1                | 4                |                  |                  |  |            |                           |                           |                           |                           |                     |   |                          |                          |                          |                          |
|  | Atlético Acreano                |                                 |                                 |                                 |       | 3            | 1                | 4                |                  |                  |  |            |                           |                           |                           |                           |                     |   |                          |                          |                          |                          |
|  | Santos-AP (gf)                  | 2                               | 2                               | 4                               |       |              |                  |                  |                  |                  |  |            |                           |                           |                           |                           |                     |   |                          |                          |                          |                          |
|  | Santos-AP (gf)                  | 2                               | 2                               | 4                               |       | Santos-AP    | 2                | 2                | 4                |                  |  |            |                           |                           |                           |                           |                     |   |                          |                          |                          |                          |
|  |                                 |                                 |                                 |                                 |       | Santos-AP    | 2                | 2                | 4                |                  |  |            |                           |                           |                           |                           |                     |   |                          |                          |                          |                          |
|  |                                 | Paysandu                        | 3                               | 4                               | 7     |              |                  |                  |                  |                  |  |            |                           |                           |                           |                           |                     |   |                          |                          |                          |                          |
|  | Interporto                      | Paysandu                        | 3                               | 4                               | 7     | 0            | 0                | 0                |                  |                  |  |            |                           |                           |                           |                           |                     |   |                          |                          |                          |                          |
|  | Interporto                      |                                 |                                 |                                 |       | 0            | 0                | 0                |                  |                  |  |            |                           |                           |                           |                           |                     |   |                          |                          |                          |                          |
|  | Paysandu                        | 0                               | 4                               | 4                               |       |              |                  |                  |                  |                  |  |            |                           |                           |                           |                           |                     |   |                          |                          |                          |                          |
|  | Paysandu                        | 0                               | 4                               | 4                               |       |              |                  |                  |                  |                  |  | Paysandu   | 2                         | 2                         | 4                         |                           |                     |   |                          |                          |                          |                          |
|  |                                 |                                 |                                 |                                 |       |              |                  |                  |                  |                  |  | Paysandu   | 2                         | 2                         | 4                         |                           |                     |   |                          |                          |                          |                          |
|  |                                 | Manaus                          | 1                               | 1                               | 2     |              |                  |                  |                  |                  |  |            |                           |                           |                           |                           |                     |   |                          |                          |                          |                          |
|  | Manaus                          | Manaus                          | 1                               | 1                               | 2     | 2            | 1                | 3                |                  |                  |  |            |                           |                           |                           |                           |                     |   |                          |                          |                          |                          |
|  | Manaus                          |                                 |                                 |                                 |       | 2            | 1                | 3                |                  |                  |  |            |                           |                           |                           |                           |                     |   |                          |                          |                          |                          |
|  | Remo                            | 0                               | 1                               | 1                               |       |              |                  |                  |                  |                  |  |            |                           |                           |                           |                           |                     |   |                          |                          |                          |                          |
|  | Remo                            | 0                               | 1                               | 1                               |       | Manaus (pen) | 1                | 1                | 2 (4)            |                  |  |            |                           |                           |                           |                           |                     |   |                          |                          |                          |                          |
|  |                                 |                                 |                                 |                                 |       | Manaus (pen) | 1                | 1                | 2 (4)            |                  |  |            |                           |                           |                           |                           |                     |   |                          |                          |                          |                          |
|  |                                 | Rio Branco-AC                   | 1                               | 1                               | 2 (2) |              |                  |                  |                  |                  |  |            |                           |                           |                           |                           |                     |   |                          |                          |                          |                          |
|  | São Raimundo-RR                 | Rio Branco-AC                   | 1                               | 1                               | 2 (2) | 1            | 2                | 3                |                  |                  |  |            |                           |                           |                           |                           |                     |   |                          |                          |                          |                          |
|  | São Raimundo-RR                 |                                 |                                 |                                 |       | 1            | 2                | 3                |                  |                  |  |            |                           |                           |                           |                           |                     |   |                          |                          |                          |                          |
|  | Rio Branco-AC                   | 2                               | 2                               | 4                               |       |              |                  |                  |                  |                  |  |            |                           |                           |                           |                           |                     |   |                          |                          |                          |                          |

## Premiação
| Copa Verde de Futebol de 2018           |
| Pará                                    |
| --------------------------------------- |
| Paysandu Sport Club Campeão (2º título) |

## Artilharia
| Gols | Jogador               | Equipe              |
| ---- | --------------------- | ------------------- |
| 9    | Cassiano Dias Moreira | Paysandu            |
| 6    | Eraldo                | Atlético Itapemirim |
| 3    | Eduardo               | Luverdense          |
| 3    | Hamilton              | Manaus              |
| 3    | Mike                  | Paysandu            |
| 3    | Rafael Silva          | Luverdense          |
| 3    | Rossini               | Manaus              |

## Maiores públicos
Esses são os dez maiores públicos da Copa Verde de 2018: 
| Nº | Público[PP] | Mandante            | Placar | Visitante           | Estádio           | Data            | Etapa     | Rodada | Ref.   |
| -- | ----------- | ------------------- | ------ | ------------------- | ----------------- | --------------- | --------- | ------ | ------ |
| 1  | 32 900      | Paysandu            | 1–1    | Atlético Itapemirim | Mangueirão        | 16 de maio      | Final     | Volta  | [ 8 ]  |
| 2  | 11 076      | Remo                | 1–1    | Manaus              | Mangueirão        | 14 de fevereiro | Oitavas   | Volta  | [ 9 ]  |
| 3  | 10 829      | Manaus              | 1–2    | Paysandu            | Arena da Amazônia | 11 de abril     | Semifinal | Volta  | [ 10 ] |
| 4  | 5 531       | Paysandu            | 4–0    | Interporto          | Curuzu            | 20 de fevereiro | Oitavas   | Volta  | [ 11 ] |
| 5  | 5 180       | Paysandu            | 2–1    | Manaus              | Curuzu            | 27 de março     | Semifinal | Ida    | [ 12 ] |
| 6  | 4 135       | Paysandu            | 4–2    | Santos-AP           | Curuzu            | 15 de março     | Quartas   | Volta  | [ 13 ] |
| 7  | 3 743       | Atlético Itapemirim | 0–2    | Paysandu            | Kleber Andrade    | 25 de abril     | Final     | Ida    | [ 14 ] |
| 8  | 3 042       | Operário-MS         | 1–0    | Cuiabá              | Morenão           | 7 de fevereiro  | Oitavas   | Ida    | [ 15 ] |
| 9  | 2 170       | Corumbaense         | 0–2    | Luverdense          | Arthur Marinho    | 31 de janeiro   | Oitavas   | Ida    | [ 16 ] |
| 10 | 2 045       | Sparta              | 1–0    | Luverdense          | Mirandão          | 7 de março      | Quartas   | Ida    | [ 17 ] |

- PP. ^ Considera-se apenas o público pagante

## Classificação geral
| Pos | Equipes              | Pts | J | V | E | D | GP | GC | SG  | Classificação ou eliminação     |
| --- | -------------------- | --- | - | - | - | - | -- | -- | --- | ------------------------------- |
| 1   | Paysandu             | 20  | 8 | 6 | 2 | 0 | 18 | 7  | +11 | Finalistas                      |
| 2   | Atlético Itapemirim  | 17  | 8 | 5 | 2 | 1 | 14 | 10 | +4  | Finalistas                      |
| 3   | Luverdense           | 10  | 6 | 3 | 1 | 2 | 13 | 5  | +8  | Eliminados nas semifinais       |
| 4   | Manaus               | 6   | 6 | 1 | 3 | 2 | 7  | 7  | 0   | Eliminados nas semifinais       |
| 5   | Rio Branco-AC        | 6   | 4 | 1 | 3 | 0 | 4  | 5  | –1  | Eliminados nas quartas de final |
| 6   | Sparta               | 5   | 4 | 1 | 2 | 1 | 3  | 9  | –6  | Eliminados nas quartas de final |
| 7   | Cuiabá               | 3   | 4 | 1 | 0 | 3 | 6  | 7  | –1  | Eliminados nas quartas de final |
| 8   | Santos-AP            | 3   | 4 | 1 | 0 | 3 | 8  | 11 | –3  | Eliminados nas quartas de final |
| 9   | Interporto           | 7   | 4 | 2 | 1 | 1 | 5  | 6  | –1  | Eliminados nas oitavas de final |
| 10  | Atlético Acreano     | 3   | 2 | 1 | 0 | 1 | 4  | 4  | 0   | Eliminados nas oitavas de final |
| 11  | Corumbaense          | 3   | 4 | 1 | 0 | 3 | 5  | 7  | –2  | Eliminados nas oitavas de final |
| 12  | Operário-MS          | 3   | 2 | 1 | 0 | 1 | 1  | 3  | –2  | Eliminados nas oitavas de final |
| 13  | Real Ariquemes       | 2   | 2 | 0 | 2 | 0 | 2  | 2  | 0   | Eliminados nas oitavas de final |
| 14  | São Raimundo-RR      | 1   | 2 | 0 | 1 | 1 | 3  | 4  | –1  | Eliminados nas oitavas de final |
| 15  | Remo                 | 1   | 2 | 0 | 1 | 1 | 1  | 3  | –2  | Eliminados nas oitavas de final |
| 16  | Brasiliense          | 0   | 2 | 0 | 0 | 2 | 3  | 5  | –2  | Eliminados nas oitavas de final |
| 17  | Ceilândia            | 3   | 2 | 1 | 0 | 1 | 2  | 3  | –1  | Eliminados na fase preliminar   |
| 18  | Princesa do Solimões | 0   | 2 | 0 | 0 | 2 | 2  | 5  | –3  | Eliminados na fase preliminar   |